# داستان کارآگاه (فیلم ۱۹۵۱)
داستان کارآگاه (به انگلیسی: Detective Story) فیلمی ۱۰۳ دقیقه‌ای به کارگردانی ویلیام وایلر با بازی کرک داگلاس محصول کشور ایالات متحده آمریکا است.

## خلاصه داستان
جیم مک‌لود، کارآگاه پلیسِ بی‌رحم و بی‌گذشتی‌ست که در یکی از روزهای شلوغِ کاری‌اش، سعی دارد دکتر اشنایدر که معتقد است زنی را کشته، محاکمه کند. او به شدت از دکتر متنفر است چرا که از جانی‌ها و قاتلین بدش می‌آید. تلاش او برای متهم کردنِ دکتر به جایی نمی‌رسد اما کم‌کم متوجه می‌شود دکتر اشنایدر ربطِ مستقیمی به زندگی خودش دارد...